# Dreispitz (Binzen)

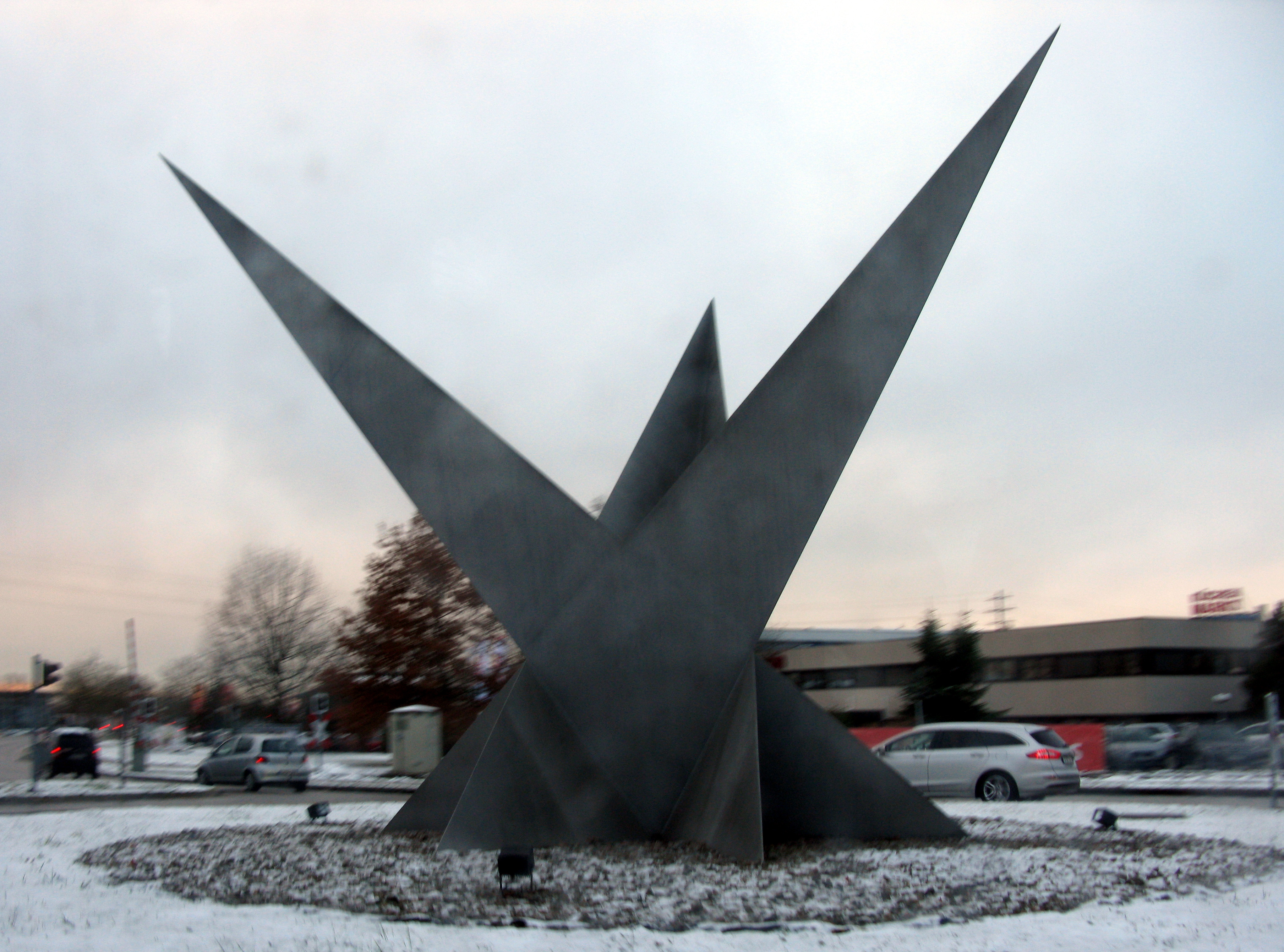
Dreispitz im Verkehrskreisel in Binzen

Der Dreispitz ist eine Skulptur aus Aluminium in Binzen im Landkreis Lörrach. Sie befindet sich inmitten der Kreisverkehrsfläche am interkommunalen, gleichnamigen, im Jahr 1995 geschaffenen Gewerbepark. Das Kunstwerk im öffentlichen Raum symbolisiert sowohl den gleichnamigen Platz, auf den Straßen aus drei Richtungen aufeinandertreffen, das Dreiländereck und den gleichlautenden Gewerbepark.
Das Objekt mit drei etwa acht Meter langen, sich gegenseitig durchdringenden Metallspitzen stammt vom Künstler Reinhard Bombsch aus Efringen-Kirchen. Die streng geometrische, schnörkelfreie, graue Skulptur ragt aus einem kreisförmigen Kiesbett heraus, welches von einer kreisringförmigen Grünfläche umrahmt wird. Es wurde im Beisein des damaligen (1989–2012) Bürgermeisters Ulrich May und des damaligen Landrats Alois Rübsamen mit einem Festakt am 13. Juli 2001 eröffnet. Die Skulptur wurde durch die Stiftung der Sparkasse Markgräflerland gefördert. In den Abend- und Nachtstunden wird die Skulptur angestrahlt.

## Lage und Verkehrswege
Der Bereich um den Dreispitz-Kreisel ist sehr verkehrsreich und gilt im Landkreis Lörrach als strategisch wichtiger Verkehrsknotenpunkt. Im Jahresschnitt durchfahren über 5,6 Millionen Fahrzeuge den Kreisel.
Am Kreisverkehr trifft die Landesstraße 134 von Nordosten aus Binzen auf die Bundesstraße 3, die vom südlich gelegenen Weil am Rhein kommend westlich in Richtung Eimeldingen umgelenkt wird. Unweit des Kreisverkehrs befindet sich westlich ein Autohof und die Autobahnanschlussstelle 2 der A 98. Sowohl die Autobahn wie die Landesstraße führen ostwärts über die Lucke weiter nach Lörrach und ins Wiesental. Ebenso verlaufen die Radwege am Kreisel vorbei und verbinden das Markgräflerland mit dem Kander- und Wiesental. Am Kreisel befindet sich eine die Bushaltestelle Dreispitz des öffentlichen Personennahverkehrs.
Unmittelbar nördlich vom Kreisel verläuft die Trasse der Kandertalbahn, die über die B 3 weiter zu ihrer Haltestelle an den Bahnhof Haltingen fährt und am Kreisel über einen Bahnübergang mit Halbschranken geführt wird.
Das ursprüngliche und ältere Dreispitzareal wird durch die L 134, der B 3 und der A 98 begrenzt. Das spitzwinklige dreieckige Gelände, an deren zugehöriger Ecke sich der Kreisel befindet bildet eine Fläche von knapp 8,5 Hektar. Das neuere Dreispitzgelände befindet sich südlich der B 3 und seine bebaute Fläche bildet mittlerweile etwa 22,3 Hektar. Die Straßennamen im südlichen Gewerbegebiet tragen alle Namen von Naturwissenschaftlern.

## Kontroverse um Verkehrsgefährdung und Abriss
Aufgrund der Statistik zu Verkehrsunfällen wurde die Kunst im Kreisverkehr gutachterlich überprüft und sollte im Rahmen der von der Kreisverwaltung geforderten baulichen Maßnahmen zur Unfallverhütung – darunter die Schaffung eines Kiesbetts – auch die Skulptur entfernt werden. In einer ersten Sofortmaßnahme wies das Landesverkehrsministerium an, die Höchstgeschwindigkeit im Kreisel auf 30 km/h herabzusenken. Eine von Ulrich May ins Leben gerufene Bürgerinitiative wehrte sich gegen den drohenden Abriss und startete eine Petition. Das Finanzamt erklärte Spenden für den Erhalt des Dreispitz als Kulturdenkmal für steuerlich absetzbar. Neben den über 5300 Unterzeichnern der Petition haben sich auch eine Reihe von Politikern aus der Region gegen den Abriss ausgesprochen, genau so wie die Gemeinde Binzen, die am 27. Juni 2017 einen Widerspruch gegen die Beseitigungsanordnung des Landratsamt Lörrach eingelegt hat. Im Januar 2018 sprach sich der Petitionsausschuss des Landtags Baden-Württemberg für den Erhalt der Skulptur, forderte aber zusätzliche bauliche Maßnahmen zur Unfallverhütung.
Nach über drei Jahren entflammte der Streit über die Skulptur am Dreispitz erneut, als am 3. Dezember 2020 die Bürgerliste Binzen in der Gemeinderatssitzung  den Antrag stellte, das Denkmal zu versetzen.